# خانواده آدامز (مجموعه تلویزیونی ۱۹۶۴)
خانواده آدامز (انگلیسی: The Addams Family) نام یک مجموعه تلویزیونی آمریکایی است که از سال ۱۹۶۴ تا ۱۹۶۶ میلادی در ۶۴ قسمت از شبکه تلویزیونی اِی‌بی‌سی پخش شد.
این مجموعه بر اساس یک داستان مصور به همین نام (اثرِ چارلز آدامز) ساخته شده‌است.